# Jean-Michel Voldoire
Jean-Michel Voldoire  – francuski brydżysta, World Master w kategorii Open (WBF).

## Wyniki brydżowe

### Olimpiady
Na olimpiadach uzyskał następujące rezultaty:
| Olimpiady brydżowe. Zawody teamów | Olimpiady brydżowe. Zawody teamów | Olimpiady brydżowe. Zawody teamów    | Olimpiady brydżowe. Zawody teamów | Olimpiady brydżowe. Zawody teamów | Olimpiady brydżowe. Zawody teamów |
| Rok                               | Miejsce                           | Zawody                               | Kategoria                         | Drużyna                           | Pozycja                           |
| --------------------------------- | --------------------------------- | ------------------------------------ | --------------------------------- | --------------------------------- | --------------------------------- |
| 1999                              | Lozanna                           | 2. Mistrzostwa o Wielką Nagrodę MKOL | Open                              | France                            | 3                                 |

### Zawody światowe
W światowych zawodach zdobył następujące lokaty:
| Mistrzostwa Świata. Konkurencja teamów | Mistrzostwa Świata. Konkurencja teamów | Mistrzostwa Świata. Konkurencja teamów          | Mistrzostwa Świata. Konkurencja teamów | Mistrzostwa Świata. Konkurencja teamów | Mistrzostwa Świata. Konkurencja teamów |
| Rok                                    | Miejsce                                | Zawody                                          | Kategoria                              | Drużyna                                | Pozycja                                |
| -------------------------------------- | -------------------------------------- | ----------------------------------------------- | -------------------------------------- | -------------------------------------- | -------------------------------------- |
| 2014                                   | Sanya                                  | 14. Seria Mistrzostw Świata                     | Miksty                                 | Rossard                                | 3                                      |
| 2012                                   | Lille                                  | 5. Otwarte Mistrzostwa Świata Teamów Mikstowych | Miksty                                 | Oursel                                 | 20                                     |
| 2010                                   | Filadelfia                             | 13. Seria Mistrzostw Świata                     | Open                                   | Rossard                                | 33                                     |
| 2006                                   | Werona                                 | 12. Mistrzostwa Świata                          | Open                                   | 11 Diamonds                            | 33                                     |
| 2002                                   | Montreal                               | 11. Mistrzostwa Świata                          | Open                                   | Voldoire                               | 81                                     |
| 2001                                   | Paryż                                  | 35. Mistrzostwa Świata Teamów                   | Trans                                  | Voldoire                               | 68                                     |
| 2000                                   | Maastricht                             | 11. Olimpiada Brydżowa                          | Miksty                                 | Serf                                   | 16                                     |
| 2000                                   | Southampton                            | 34. Mistrzostwa Świata Teamów                   | Open                                   | France                                 | 10                                     |
| 1998                                   | Lille                                  | 10. Mistrzostwa Świata                          | Open                                   | Bitran                                 | 33                                     |
| 1996                                   | Rodos                                  | 1. Mistrzostwa Świata Teamów Mikstowych         | Miksty                                 | Maurin                                 | 39                                     |
| 1994                                   | Albuquerque                            | 9. Mistrzostwa Świata                           | Open                                   | Gignoux                                | 33                                     |

| Mistrzostwa Świata. Konkurencja par | Mistrzostwa Świata. Konkurencja par | Mistrzostwa Świata. Konkurencja par | Mistrzostwa Świata. Konkurencja par | Mistrzostwa Świata. Konkurencja par | Mistrzostwa Świata. Konkurencja par |
| Rok                                 | Miejsce                             | Zawody                              | Kategoria                           | Partner                             | Pozycja                             |
| ----------------------------------- | ----------------------------------- | ----------------------------------- | ----------------------------------- | ----------------------------------- | ----------------------------------- |
| 2010                                | Filadelfia                          | 13. Mistrzostwa Świata              | Open                                | Pierre Saporta                      | 70                                  |
| 2006                                | Werona                              | 12. Mistrzostwa Świata              | Open                                | Marcin Leśniewski                   | 45                                  |
| 2006                                | Werona                              | 12. Mistrzostwa Świata              | Miksty                              | Danièle Avon                        | 183                                 |
| 1998                                | Lille                               | 10. Mistrzostwa Świata              | Miksty                              | Nadine Peyrot                       | 77                                  |
| 1990                                | Genewa                              | 8. Mistrzostwa Świata               | Open                                | Albert Bitran                       | 66                                  |

### Zawody europejskie
W europejskich zawodach zdobył następujące lokaty:
| Zawody europejskie. Konkurencja teamów | Zawody europejskie. Konkurencja teamów | Zawody europejskie. Konkurencja teamów | Zawody europejskie. Konkurencja teamów | Zawody europejskie. Konkurencja teamów | Zawody europejskie. Konkurencja teamów |
| Rok                                    | Miejsce                                | Zawody                                 | Kategoria                              | Drużyna                                | Pozycja                                |
| -------------------------------------- | -------------------------------------- | -------------------------------------- | -------------------------------------- | -------------------------------------- | -------------------------------------- |
| 2013                                   | Ostenda                                | 6. Otwarte Mistrzostwa Europy          | Miksty                                 | Labaere                                | 48                                     |
| 2013                                   | Ostenda                                | 6. Otwarte Mistrzostwa Europy          | Open                                   | Harari                                 | 28                                     |
| 2009                                   | San Remo                               | 4. Otwarte Mistrzostwa Europy          | Miksty                                 | Serf                                   | 17                                     |
| 2009                                   | San Remo                               | 4. Otwarte Mistrzostwa Europy          | Open                                   | Il Fante di Fiori                      | 9                                      |
| 2007                                   | Antalya                                | 3. Otwarte Mistrzostwa Europy          | Open                                   | Leśniewski                             | 58                                     |
| 2007                                   | Antalya                                | 3. Otwarte Mistrzostwa Europy          | Miksty                                 | Garp44                                 | 5                                      |
| 2005                                   | Teneryfa                               | 2. Otwarte Mistrzostwa Europy          | Miksty                                 | Harasimowicz                           | 17                                     |
| 2005                                   | Teneryfa                               | 2. Otwarte Mistrzostwa Europy          | Open                                   | Leśniewski                             | 17                                     |
| 2003                                   | Mentona                                | 1. Otwarte Mistrzostwa Europy          | Open                                   | Nahmias                                | 76                                     |
| 2003                                   | Mentona                                | 1. Otwarte Mistrzostwa Europy          | Miksty                                 | Thuillez                               | 37                                     |
| 2002                                   | Salsomaggiore                          | 46. Mistrzostwa Europy Teamów          | Open                                   | France                                 | 10                                     |
| 2000                                   | Bellaria                               | 6. Mistrzostwa Europy Mikstów          | Miksty                                 | Maurin                                 | 31                                     |
| 1999                                   | Malta                                  | 44. Mistrzostwa Europy Teamów          | Open                                   | France                                 | 5                                      |
| 1998                                   | Akwizgran                              | 5. Mistrzostwa Europy Mikstów          | Miksty                                 | Maurin                                 | 5                                      |
| 1994                                   | Barcelona                              | 3. Mistrzostwa Europy Mikstów          | Miksty                                 | Susel                                  | 86                                     |

| Zawody europejskie. Konkurencja par | Zawody europejskie. Konkurencja par | Zawody europejskie. Konkurencja par | Zawody europejskie. Konkurencja par | Zawody europejskie. Konkurencja par | Zawody europejskie. Konkurencja par |
| Rok                                 | Miejsce                             | Zawody                              | Kategoria                           | Partner                             | Pozycja                             |
| ----------------------------------- | ----------------------------------- | ----------------------------------- | ----------------------------------- | ----------------------------------- | ----------------------------------- |
| 2013                                | Ostenda                             | 6. Otwarte Mistrzostwa Europy       | Open                                | Pierre Saporta                      | 34                                  |
| 2009                                | San Remo                            | 4. Otwarte Mistrzostwa Europy       | Open                                | Pierre Saporta                      | 51                                  |
| 2009                                | San Remo                            | 4. Otwarte Mistrzostwa Europy       | Miksty                              | Danièle Avon                        | 79                                  |
| 2007                                | Antalya                             | 3. Otwarte Mistrzostwa Europy       | Open                                | Marcin Leśniewski                   | 204                                 |
| 2007                                | Antalya                             | 3. Otwarte Mistrzostwa Europy       | Miksty                              | Danièle Avon                        | 71                                  |
| 2005                                | Teneryfa                            | 2. Otwarte Mistrzostwa Europy       | Mikst                               | Nadine Peyrot                       | 71                                  |
| 2005                                | Teneryfa                            | 2. Otwarte Mistrzostwa Europy       | Open                                | Marcin Leśniewski                   | 55                                  |
| 2003                                | Mentona                             | 1. Otwarte Mistrzostwa Europy       | Open                                | Dominique Maurin                    | 311                                 |
| 2003                                | Mentona                             | 1. Otwarte Mistrzostwa Europy       | Mikst                               | Isabelle Magis                      | 326                                 |
| 2002                                | Ostenda                             | 7. Mistrzostwa Europy Mikstów       | Mikst                               | Isabelle Magis                      | 241                                 |
| 2000                                | Bellaria                            | 6. Mistrzostwa Europy Mikstów       | Mikst                               | Nadine Peyrot                       | 259                                 |
| 1999                                | Warszawa                            | 10. Mistrzostwa Europy Par          | Open                                | Albert Bitran                       | 215                                 |
| 1998                                | Akwizgran                           | 5. Mistrzostwa Europy Mikstów       | Mikst                               | Nadine Peyrot                       | 58                                  |
| 1996                                | Monte Carlo                         | 4. Mistrzostwa Europy Mikstów       | Mikst                               | Nadine Peyrot                       | 124                                 |
| 1995                                | Rzym                                | 8. Mistrzostwa Europy Par           | Open                                | Dominique Maurin                    | 46                                  |
| 1994                                | Barcelona                           | 3. Mistrzostwa Europy Mikstów       | Miksty                              | Pia Riviere                         | 5                                   |
| 1992                                | Ostenda                             | 2. Mistrzostwa Europy Mikstów       | Mikst                               | Sichel                              | 63                                  |
| 1990                                | Bordeaux                            | 1. Mistrzostwa Europy Mikstów       | Mikst                               | Dominique Portal                    | 155                                 |

## Klasyfikacja
- Jean-Michel Voldoire – klasyfikacja WBF (ang.)
- Jean-Michel Voldoire – klasyfikacja EBL (ang.)